# Lee Krasner
Pour les articles homonymes, voir Krasner.
Lee Krasner, née le 27 octobre 1908 à Brooklyn et morte le 19 juin 1984 à New York, est une artiste peintre américaine, évoluant dans l’expressionnisme abstrait.
Longtemps peu reconnue comme artiste, parce que femme et épouse de Jackson Pollock, Lee Krasner est maintenant considérée comme une figure clé au sein de l'abstraction, et son travail atteint des prix élevés aux enchères. Elle est également l'une des rares femmes artistes à avoir eu une exposition rétrospective au Museum of Modern Art.
Son œuvre de plus de cinquante ans est en réinvention perpétuelle. Elle comprend des portraits, des dessins, des collages et des peintures de grandes dimensions. Très critique vis-à-vis de son travail, elle détruit ou recycle tout ce qui ne la satisfait pas, ce qui fait que des pans entiers de son œuvre ont disparu.

## Biographie

### Famille
Lena Krassner, connue en dehors de la famille comme Lenore Krasner, puis Lee, naît le 27 octobre 1908 de parents immigrés d'origine juive ukrainienne, Chane et Joseph Krassner, originaires de Chpykiv, une communauté juive de l'actuelle Ukraine. Joseph Krasner arrive d'Odessa en 1905, fuyant l'antisémitisme et la guerre russo-japonaise. Il fait venir sa femme Chane et leurs cinq enfants en 1908,.
Lena est la sixième des enfants de la famille et la seule à être née aux États-Unis. La famille vit dans la tradition juive sur Jerome Avenue à Brooklyn et parlent yiddish entre eux. Les enfants fréquentent l'école juive en complément de l'enseignement public. La mère, Chane Krassner, devenue Anna Krasner, gère le magasin familial du Blake Street Market à Brooklyn,,.

### Formation
Dès son plus jeune âge, Lee Krasner souhaite poursuivre une carrière dans l'art. Elle s'inscrit à l'école secondaire Irving High School for Girls de Washington qui dispose d'un cursus en art. Elle intègre ensuite The Cooper Union, école d'art réservée aux femmes pour laquelle elle décroche une bourse d'études. Lee Krasner y obtient son diplôme d'enseignante en art. En 1932, elle poursuit son perfectionnement et rejoint la National Academy of Design où elle réalise ses autoportraits, peints dans la forêt,,.
La crise économique la contraint à se tourner vers une formation gratuite pour enseignants au City College de New York tout en assistant aux classes de dessin d’après nature de Job Goodman.
De 1933 à 1940, une bourse d'études lui permet de travailler également dans l'atelier de Hans Hofmann qui l’encourage dans son choix d’une abstraction lyrique, basée sur une utilisation de la couleur. Sous son influence, les dessins de Lee Krasner montrent une tendance cubiste et évoluent vers l'abstraction,,.

## Carrière artistique

### Début de carrière
Engagée à la Work Projects Administration, elle participe, de 1935 à 1943, au Federal Art Project (FAP) qui a pour but de soutenir la création artistique pendant la Grande dépression. Elle travaille alors dans la division des peintures murales en tant qu'assistante de Max Spivak. Son travail consiste à agrandir les créations d'autres artistes pour réaliser des peintures murales publiques de grand format. Bien qu'heureuse d'avoir un emploi, elle est insatisfaite de travailler avec des images figuratives créées par d'autres artistes.

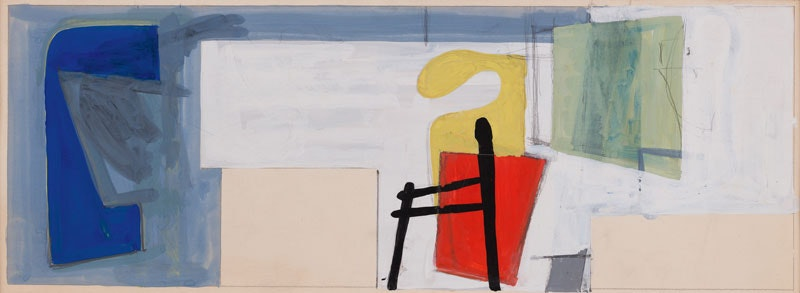
Gouache et collage sur papier. Étude pour une peinture murale que Krasner a faite pour la WPA, une agence américaine New Deal (1940)

À la fin des années 1930 et au début des années 1940, elle crée des croquis de gouache dans l'espoir de réaliser une peinture murale abstraite. Dès qu'une de ses propositions de peinture murale est approuvée pour la station de radio WNYC, le programme a été axé sur la propagande de guerre[pas clair]. Lee Krasner continue de travailler pour l'effort de guerre en créant des collages affichés sur les fenêtres de dix-neuf grands magasins à Brooklyn et Manhattan. Elle est intensément impliquée dans l'Union des artistes pendant son emploi avec la Work Projects Administration mais est l'une des premières à démissionner lorsqu'elle réalise que les communistes en prennent la direction. Cependant, dans cette organisation, elle a pu rencontrer plus d'artistes et élargir son réseau[réf. nécessaire].
Après avoir démissionné, elle rejoint en 1940 les American Abstract Artists,. Elle y rencontre les artistes Willem de Kooning, Arshile Gorky, Franz Kline, Adolph Gottlieb, Mark Rothko, Barnett Newman, Clyfford Still et Bradley Walker Tomlin et participe à une série d'expositions collectives. C'est à l'occasion de l'une d'elles, American and French Paintings, qu'elle rencontre Jackson Pollock.

### Œuvres
Ses œuvres peuvent généralement être reconnues par leur style gestuel, leur texture et leur rythme. Elle est souvent réticente à discuter de l'iconographie de son travail et souligne plutôt l'importance de sa biographie puisqu'elle affirme que son art est formé par sa personnalité individuelle et son état émotionnel.
En 1972, elle figure dans la partie centrale de Some Living American Women Artists, un collage féministe de Mary Beth Edelson qui détourne la Cène de Leonardo da Vinci en ajoutant des portraits de femmes artistes américaines.

#### Grey slab paintings: années 1940
Elle crée ses peintures en travaillant sur une toile pendant des mois, en repeignant, en grattant ou en frottant la peinture, et en ajoutant plus de pigment jusqu'à ce que la toile soit presque monochrome à cause de l'accumulation de peinture. Elle finit par détruire ces œuvres : une seule peinture subsiste de cette période.

#### Little Images:1946–1949

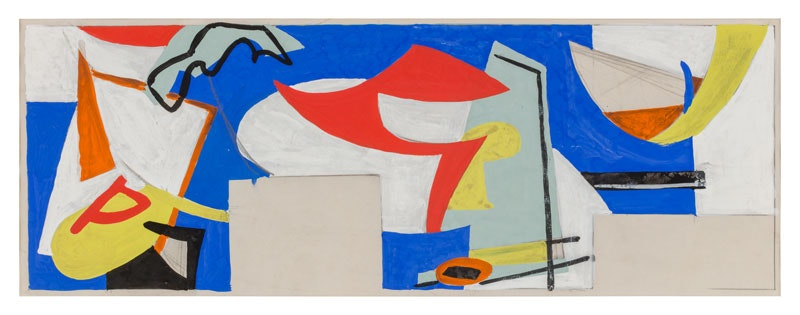
Étude pour une peinture murale. Gouache sur papier

Elle crée un total de 40 œuvres durant cette période. Les images en mosaïque sont créées avec une accumulation épaisse de peinture tandis que ses peintures "palmées" sont réalisées avec une technique de goutte à goutte dans laquelle le pinceau est toujours proche de la surface de la toile[réf. souhaitée]. Chaque tableau est composé d’innombrables entrelacs de lignes argentées et de taches de couleur ou de sortes de hiéroglyphes,.
Quand elle termine la série, Lee Krasner traverse à nouveau une phase critique envers son travail. Elle détruit finalement la plupart des travaux qu'elle a faits au début des années 1950.

#### Collages: 1951–1955
Inspirée par Matisse et ses découpages, Lee Krasner utilise ses dessins à l'encre noire pour réaliser des collages. En déchirant le papier au lieu de le couper, elle obtient des bords des figures plus doux que les formes géométriques aux bords durs de ses travaux précédents. Il s’agit de grands formats, utilisant divers types de support comme l'isorel (masonite), le bois ou de la toile, comme City Verticals, 1953, Shattered Light, 1954, Bird Talk, 1955, Bald Eagle, 1955, qui seront exposés en septembre 1955 à la Stable Gallery (en) d’Eleanor Ward (en) mais elles sont peu appréciées, à l'exception d'une bonne critique de Clement Greenberg.
De 1953 à 1954, elle crée des peintures collages de plus petite taille composées de fragments d'œuvres précédentes. Certaines des œuvres qu'elle réutilise sont des toiles de Jackson Pollock. Les chercheurs interprètent de façons différentes les raisons pour lesquelles elle récupère les toiles rejetées par son partenaire. Certains affirment qu'elle veut à la fois montrer son admiration pour son art et le recontextualiser en manipulant ses images dans des collages. D'autres pensent qu'elle crée ainsi un sentiment d'une intimité qui manque dans leur relation réelle à cette époque, en combinant leurs œuvres.

#### Prophecy: 1956
Commencé avant la mort de Jackson Pollock en 1956, Prophecy représente une forme où l'on identifie un œil, des jambes et des pattes d’animal, faisant référence aux Demoiselles d'Avignon de Picasso et Femme I de Willem de Kooning (Femme I). Prophecy est complété ensuite par Birth, Embrace et Three in Two.
Il est considéré comme son œuvre la plus puissante ; il est à l'image de cette période sombre où elle quitte Jackson Pollock et s’exile en Europe,.

#### Earth Green Series:1956–1959
Au cours de l'été 1956, Lee Krasner commence sa série Earth Green. Bien que ce travail ait été entamé avant la mort de Pollock, il est considéré comme reflétant les sentiments de colère, de culpabilité, de douleur et de perte qu'elle ressent au sujet de leur relation avant et après sa mort. Ses émotions intenses l'amènent à développer son art selon des lignes plus libérées et à repousser les limites des concepts conventionnels. À travers ces peintures à grande échelle, Lee Krasner dépeint des figures hybrides constituées de formes organiques végétales et de parties anatomiques, qui font souvent allusion à des parties du corps masculin et féminin. Ces formes dominent la toile, ce qui la rend encombrée et remplie de formes éclatantes et bombées[réf. souhaitée].
En 1957, Lee Krasner continue à créer des formes abstraites figuratives[pas clair] dans son travail, qui suggèrent désormais plus d'éléments floraux qu'anatomiques. Elle utilise des couleurs plus vives et contrastées. Elle dilue également la peinture ou utilise un pinceau sec pour rendre les couleurs plus transparentes. En 1958, elle est chargée de créer deux peintures murales abstraites pour un immeuble de bureaux à Broadway. Elle réalise deux maquettes en collages qui représentent des motifs floraux pour deux entrées du bâtiment. Ces peintures murales sont ensuite détruites dans un incendie.

#### Umber Series:1959–1961
Les tableaux de la série Umber de Lee Krasner sont créés à une époque où l'artiste souffre d'insomnie. Comme elle travaille la nuit, elle doit peindre avec de la lumière artificielle plutôt qu'avec la lumière du jour, faisant passer sa palette de teintes vives et vibrantes à des couleurs monochromes et ternes. « … je me suis rendu compte que si j’allais travailler la nuit, il faudrait que je supprime complètement la couleur, car je n’utiliserai pas la couleur sauf en plein jour. ».
Elle est toujours sous l'émotion de la mort de Jackson Pollock et de la mort récente de sa mère, ce qui l'amène à adopter un style intense. Ces Action painting de grande taille utilisent de façon prédominante le blanc, le gris, le noir et le brun. Les gouttes et les éclaboussures de peinture sur la toile montrent une utilisation vive des pinceaux. Il n'y a pas de point central sur lequel le spectateur peut se concentrer dans ces œuvres, ce qui rend la composition hautement dynamique et rythmée. Pour peindre à une si grande échelle, Lee Krasner cloue la toile contre un mur. Ces images sont plutôt interprétées comme des paysages violents et turbulents[réf. souhaitée].

#### Primary Series:années 1960
En 1962, Lee Krasner recommence à utiliser des couleurs vives et des formes florales et végétales. Ces œuvres sont de composition similaire à ses images monochromes en raison de leur grande taille et de leur nature rythmée sans point focal central. Leurs palettes sont souvent contrastées et font allusion à des paysages ou des plantes tropicales. Elle continue à travailler dans ce style jusqu'à ce que, atteinte d'un anévrisme, elle tombe et se brise le poignet droit en 1963. Elle peint alors avec sa main gauche et applique souvent directement la peinture du tube sur la toile sans utiliser un pinceau, ce qui provoque de grandes taches sur la toile. Le geste et la physicalité de ces œuvres sont plus sobres. Lorsqu'elle récupère l'usage de son poignet droit, Lee Krasner commence à travailler sur une peinture de style all-over, où la forme et le fond ne font plus qu'un, brillante et décorative, moins agressive que ses peintures Earth Green et Umber Series. Les formes florales ou calligraphiques dominent la toile[réf. souhaitée].

#### La reconnaissance
Dans la seconde moitié des années 1960, les critiques commencent à réévaluer le rôle de Lee Krasner dans l’École de New York et son influence sur Jackson Pollock et Clement Greenberg. Auparavant son travail artistique est - de façon typique - fortement négligé par les critiques et les chercheurs en raison de sa relation avec Jackson Pollock. Il est encore souvent difficile pour les chercheurs d'analyser son travail sans mentionner Jackson Pollock. Cette réévaluation mène à sa première exposition rétrospective à Londres à la Whitechapel Gallery en 1965. Cette exposition est mieux accueillie par la critique que ses précédentes expositions à New York[réf. souhaitée].
En 1969, Lee Krasner se concentre principalement sur la création d'œuvres sur papier à la gouache. Ces œuvres sont intitulées soit Terre, Eau, Graine ou Hiéroglyphes et ressemblaient souvent à un test de Rorschach. Certains chercheurs affirment que ces images sont une critique de la théorie de Clement Greenberg sur l'importance de la nature bidimensionnelle de la toile.

#### Les années 1970[4]
À partir de 1970, Lee Krasner commence à peindre des compositions abstraites, de grandes peintures horizontales composées de lignes aux bords durs et d'une palette de quelques couleurs vives et contrastées. Palingenesis, en 1971, présente des compositions abstraites faites d’aplats géométriques de couleurs aux contours nets, imbriqués les uns dans les autres,.
Elle peint dans ce style jusqu'en 1973. Trois ans plus tard, elle travaille sur sa deuxième série de collages, après avoir nettoyé son atelier et découvert des dessins au fusain, principalement des études réalisées de 1937 à 1940. Après en avoir sauvé quelques-uns, elle utilise les autres dans une nouvelle série de collages. Dans ce travail, les formes noires et grises sont juxtaposées à la toile vierge ou à l'ajout de peinture aux couleurs vives. Les formes tranchantes des dessins découpés sont reconstruites en formes courbes qui rappellent les motifs floraux. La texture est induite par le contraste du papier lisse et de la toile rugueuse. Comme les études de figures sont découpées et réorganisées sans tenir compte de leur intention ou de leur message d'origine, les différences entre les anciens dessins et les nouvelles structures sont fortement exagérées. Tous les titres des collages de cette série sont interprétés comme une critique de l'insistance de Greenberg et Michael Fried sur l'actualité de l'art moderne. Cette série est très bien accueillie par un large public lors de son exposition en 1977 à la Pace Gallery (en). Elle est également considérée comme une déclaration sur la façon dont les artistes doivent réexaminer et retravailler leur style afin de rester pertinents à mesure qu'ils vieillissent.[réf. souhaitée]

### Fin de vie
En 1983, le jour de son 75e anniversaire, Lee Krasner a une première rétrospective au Musée des Beaux-arts de Houston mais elle est déjà trop malade pour y assister. Elle meurt le 19 juin 1984 à l'âge de soixante-quinze ans, six mois seulement avant l’ouverture de sa rétrospective au MoMA de New York.
Le Metropolitan Museum of Art possède aujourd’hui un nombre important de ses toiles et collages.

## Lee Krasner et Jackson Pollock
En 1942, Lee Krasner fait la connaissance de Jackson Pollock qui participe, comme elle à l'exposition French and American Paintings organisée par Job Graham dans un magasin de meubles anciens du centre de New York. Ils se marient le 25 octobre 1945 et s'installent dans la campagne, à Springs, à l’extrémité est de Long Island, dans une ferme achetée grâce au soutien financier de Peggy Guggenheim. Jackson Pollock y a un atelier pour ses œuvres à grande échelle tandis que Lee Krasner s'installe dans une chambre et adapte son travail en fonction,,,.

C'est Lee Krasner qui propose à Pollock d'en finir avec les titres conventionnels pour ses peintures pour utiliser une simple numérotation, car les nombres sont neutres et parce que les gens regardent sa peinture pour ce qu'elle est : 

« … They make people look at a picture for what it is — pure painting. »

Lee Krasner et Jackson Pollock ont une influence réciproque sur les styles et les carrières artistiques l'un de l'autre. En raison de leur formation, ils ont des approches différentes. Hans Hofmann enseigne à Lee Krasner l'importance de l'abstraction de la nature plane de la toile tandis que Thomas Hart Benton inculque à Jackson Pollock l'importance de la conception complexe du dessin automatique. Lee Krasner fait profiter Jackson Pollock de son expertise dans l'art contemporain. Il a donc pu réaliser des œuvres plus organisées et cosmopolites. De plus, elle se charge de le présenter à de nombreux artistes, collectionneurs et critiques tels que Willem de Kooning, Peggy Guggenheim et Clement Greenberg qui devient un fervent défenseur de l’œuvre de Jackson Pollock. De son côté Jackson Pollock aide Lee Krasner à montrer moins de retenue dans son travail et la convainc de cesser de peindre d'après modèles afin de libérer ses émotions intérieures et de devenir plus spontanée et gestuelle à travers son travail.
Lee Krasner souffre de la façon dont elle est considérée, à la fois en tant que femme et en tant qu'épouse de Pollock. Lorsqu'ils participent ensemble à une exposition intitulée Artists: Man and Wife en 1949, un critique d'ARTnews déclare « Il y a une tendance chez certaines de ces femmes à se ranger au style de leur mari. Lee Krasner (Mme Jackson Pollock) prend la peinture et les émaux de son mari et transforme ses lignes effilées et balayées en petits carrés et triangles soignés. ». Même après la montée du féminisme dans les années 1960 et 1970, la carrière artistique de Lee Krasner est toujours mise en relation avec Jackson Pollock. Celui-ci est constamment mentionné dans les articles sur son travail à elle. Elle est parfois appelée Action Widow, un terme inventé en 1972 par le critique d'art B. H. Friedman (en) qui accuse les partenaires féminines survivantes d'artistes expressionnistes abstraits de dépendance artistique vis-à-vis de leurs conjoints. Dans les années 1940 et 1950, Lee Krasner ne signe pas du tout ses œuvres, ou seulement avec les initiales neutres "LK", ou en mêlant sa signature à la peinture afin de ne pas souligner son statut de femme et d'épouse d'un autre peintre. Des commentaires souvent mentionnent aussi qu'elle est devenue une artiste à succès en quittant l'ombre de Pollock[réf. souhaitée].

« J’étais une femme, une juive, une veuve, une peintre sacrément bonne – merci beaucoup – et un peu trop indépendante. »

Dans les années 1950, le succès artistique de Jackson Pollock se confirme, cependant, malgré les efforts de Lee Krasner pour le tenir à l'écart de l'alcool, la situation s'aggrave, alors qu'il est lassé de sa célébrité. Sa dernière aventure amoureuse avec la jeune Ruth Kligman pousse Lee Krasner à le quitter et à entreprendre un voyage en Europe à l'été 1956,. Pendant son absence, Kligman emménage rapidement dans la maison des Pollock à Springs, « déterminée à convaincre Pollock de se remettre à peindre ». Sous l'emprise de l'alcool, il se tue en voiture, alors que Kligman ressort grièvement blessée de l'accident,,,. Après son hospitalisation, Ruth Kligman intente une action en justice pour négligence, réclamant 100 000 $ à Lee Krasner, en tant qu'exécuteur testamentaire de Pollock, lui demandant des dommages-intérêts pour l'accident, qui n'aurait accepté de régler que 10 000 $.

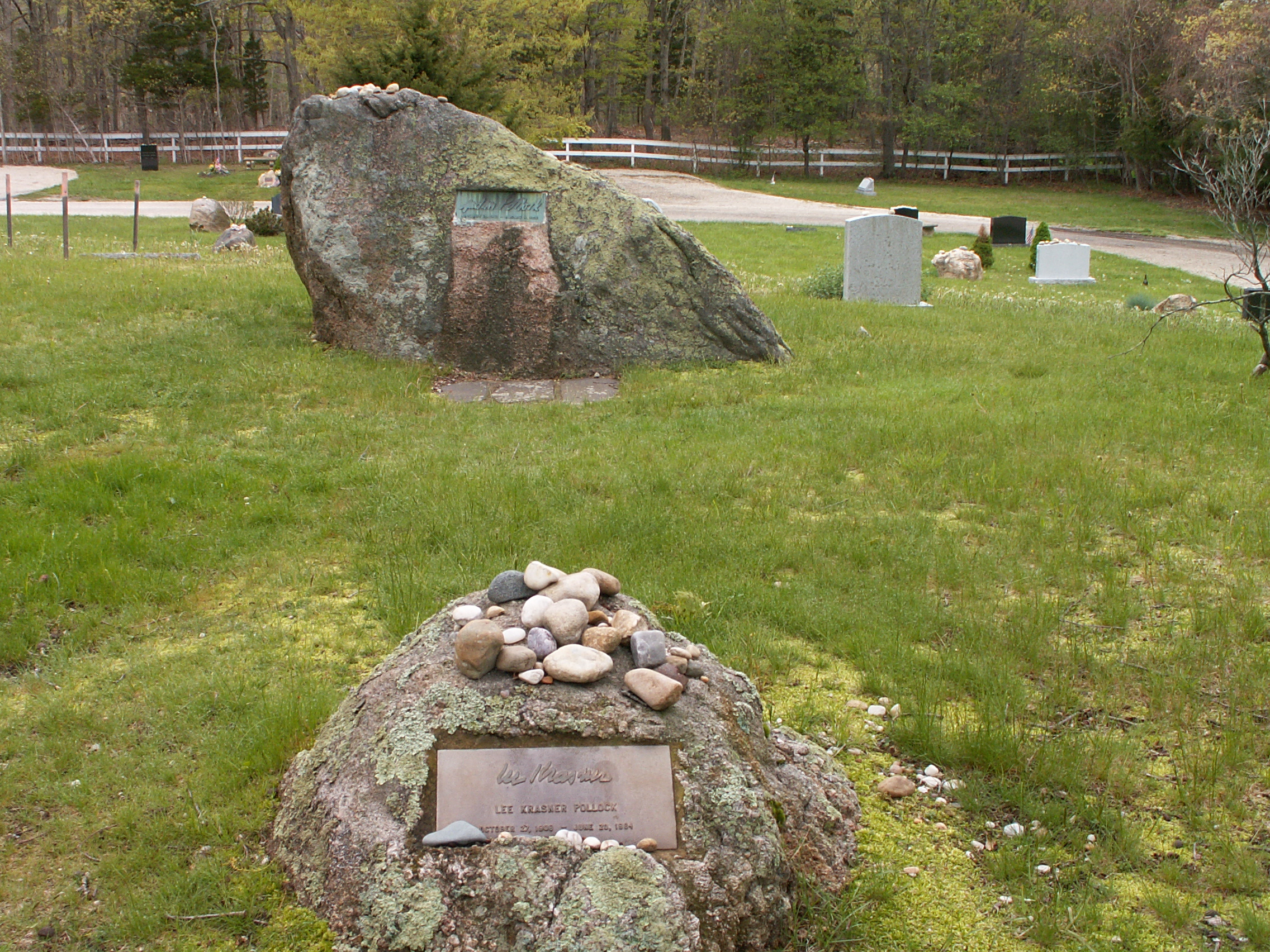
Tombe de Jackson Pollock et Lee Krasner au cimetière de Green River à Springs, New York.

À son retour, Lee Krasner s'installe dans le grand atelier new-yorkais de son mari et entre dans une nouvelle période productive composée de tableaux de très grandes dimensions, de motifs floraux et baroques. Elle peint tous les jours pendant presque quarante ans, jusqu'à sa mort en 1984.

## Héritage et postérité
En 1985, The Pollock-Krasner Foundation est créée afin d'aider au financement d'artistes dans le monde. La fondation travaille en collaboration avec l'université d'État de New York à Stony Brook.
En 2000, sort le film biographique Pollock, réalisé et joué par Ed Harris, avec Marcia Gay Harden qui remporte l'Oscar de la meilleure actrice dans un seconde rôle pour son interprétation de Lee Krasner. À la sortie du film, Ruth Kligman intente un procès contre les producteurs du film, affirmant qu’ils ont violé ses droits d’auteur en utilisant des parties de ses mémoires, Love Affair: A Memoir of Jackson Pollock.

## Collections publiques (sélection)
The Metropolitan Museum of Art, New York City
- Self Portrait, 1929
- Gansevoort, Number 1, 1934
- Night Creatures, 1965
- Rising Green, 1972[27]

The Museum of Modern Art, New York City
- Still Life, 1938
- Seated Nude, 1940
- Untitled, 1949
- Number 3 (Untitled), 1951
- Untitled, 1964
- Gaea, 1966

Autres institutions:
- Composition, 1949, Philadelphia Museum of Art, Philadelphia
- Untitled, 1953, National Gallery of Australia, Canberra
- Milkweed, 1955, Albright-Knox Gallery, Buffalo, New York
- Polar Stampede, 1961, San Francisco Museum of Modern Art
- Gold Stone, 1969, Fine Arts Museums of San Francisco
- Comet, 1970, Robert Miller (art dealer) Gallery, New York City
- Imperative, 1976, National Gallery of Art, Washington D.C.

## Cote sur le marché de l'art
Lors d'une vente aux enchères Christie's à New York en 2003, la composition horizontale de Lee Krasner, huile sur toile, Celebration (1960), a multiplié par quatre son estimation de prévente avec un prix de 1,9 million de dollars vendue au Cleveland Museum of Art. En 2019, Sotheby's a établi un nouveau record aux enchères pour Krasner lorsque The Eye is the First Circle (1960) a été vendu 10 millions de dollars à Robert Mnuchin.